# MS (satelity)
MS – radziecka seria satelitów technologicznych i naukowych wysłana w 1962 roku. Statki serii MS miały testować podzespoły dla kolejnych statków kosmicznych i (oficjalnie) prowadzić badania jonosfery. Możliwe jednak, że były to statki o przeznaczeniu wojskowym. Seria MS składała się z dwóch mniejszych podserii:
- 1MS
  - Kosmos 2 – pomyślnie wystrzelony 6 kwietnia 1962
  - 1MS 2 – nieudany start odbył się 25 października 1962
- 2MS
  - Kosmos 3 – pomyślnie wystrzelony 24 kwietnia 1962
  - Kosmos 5 – pomyślnie wystrzelony 28 maja 1962